# طلال السدر
طلال السدر (29 أبريل 1973 -)، ممثل سعودي. قد بدأ حياته الفنية كموديل ثم أتجه إلى التمثيل عام 2000 وتوالت مسلسلاته المحلية والخارجية.

## أعماله

### من المسلسلات
- الديرة نت.
- خلك معي.
- أسوار - جزئين.
- ماكو فكة.
- بيوت نادمة
- عيون عليا.
- الساكنات في قلوبنا - الجزء الثاني.
- محسن الهزاني.
- أيام السراب.
- وعد لزام.
- بنات سكر نبات.
- الصراع.
- حيتان وذئاب.
- سيدة البيت
- واحد كابتشينو
- خلوكم مكاني.
- ياصديقي.
- عيال الصقر.
- هذا حنا.
- الخطاف.
- ايام العمر.

اختراق 2019 ( مسلسل )

### من الأفلام
- أنا والآخر.
- كيف الحال.

## وصلات خارجية
- طلال السدر على موقع قاعدة بيانات الأفلام العربية
- صفحة طلال السدر على موقع الفيلم